# Poil de Carotte (téléfilm)
Pour les articles homonymes, voir Poil de Carotte (homonymie).

Poil de Carotte est un téléfilm français réalisé par Richard Bohringer et diffusé pour la première fois le 14 avril 2003 sur France 2.

## Synopsis
Poil de Carotte est un petit garçon roux, dernier d'une famille de 3 enfants. Un père absent, une mère qui le persécute... Poil de Carotte aimerait comprendre. Pourquoi sa mère ne l'aime pas ? Pourquoi cette rousseur ? N'est-il pas, en fait, un enfant adopté ? Quant à son père, il ne s'occupe de ses enfants que le week-end. Conscient du sort réservé à son cadet, M. Lepic convie son fils à une partie de pêche. Mais Mme Lepic ne compte pas laisser Poil de carotte s'en aller aussi facilement... 

## Fiche technique
- Titre original : Poil de Carotte
- Réalisation : Richard Bohringer
- Scénario : Anne Giafferi d'après le roman de Jules Renard
- Photographie : Dominique Brenguier
- Son : Alexis Leverve
- Direction artistique : Robert Voisin
- Costumes : Marie Jagou
- Musique : Pierre Marie
- Montage : Monique Prim
- Production : Alain Bloch et Catherine Ruault
- Co-production : Paul Fonteyn et Anne Leduc
- Production déléguée : Daniel Messère
- Sociétés de production : Alya Productions, Expand Drama, RTBF, Saga Film
- Pays d'origine :  France
- Langue originale : français
- Durée : 95 minutes
- Date de diffusion : 14 avril 2003

## Distribution
- Richard Bohringer : Pierre Lepic
- Fanny Cottençon : Geneviève Lepic
- Antoine Nguyen : François "Poil de Carotte" Lepic
- Jérôme Hardelay : Félix Lepic
- Lou Bohringer : Nicole Lepic
- Christopher Boyadji : Rémy
- Constance Dollé : Agathe
- Henri Marteau : Auguste Lepic, le grand-père
- Damien Jouillerot : Damien
- Benoît Uzu : Pierre
- Christine Pereira : la mère de Rémy
- Yves Vacher : le père de Rémy
- Serge Trévu : le curé
- Bertrand Lacy : le docteur André
- Fabrice Dubusset : le marchand de légumes

## Audience
En France, le téléfilm, diffusé un lundi, a emporté un grand succès avec 6,18 millions de téléspectateurs pour 24.6 % de part d'audience selon les chiffres Médiamétrie.